# Кайпириня
Кайпириня (Caipirinha) е бразилският национален коктейл. Приготвя се от кашаса, захар от захарна тръстика, лед и зелен лимон. Продава се навсякъде по ресторанти, барове и плажове и струва между 3 и 8 реала. Въпреки че е позната в Карибския басейн, тази напитка не бе популярна извън Бразилия. Напоследък добива популярност и в Европа. Подобни на кайпириня са коктейлите кайпироска, за който се използва водка вместо кашаса, и кайпирисима, в който кашасата е заместена с ром. Обикновено се сервира в чаша за уиски.